# Hedysarum kopetdaghi
Hedysarum kopetdaghi är en ärtväxtart som beskrevs av Antonina Georgievna Borissova. Hedysarum kopetdaghi ingår i släktet buskväpplingar, och familjen ärtväxter. Inga underarter finns listade i Catalogue of Life.